# Linus Pauling
Linus Carl Pauling (Portland, Oregon, 1901. február 28. – Big Sur, Kalifornia, 1994. augusztus 19.) német származású amerikai kémikus, a modern szerkezeti kémia és a molekuláris biológia egyik megalapozója. 1954-ben kémiai Nobel-díjat kapott a „kémiai kötés természetének kutatása terén elért eredményeiért, és ezeknek a komplex vegyületek szerkezetmeghatározásban történő felhasználásáért”, majd 1962-ben Nobel-békedíjjal jutalmazták a nukleáris fegyverek tesztelése ellen folytatott tevékenységének elismeréseként, 1984-ben pedig Priestley-éremmel tüntették ki.

## Életrajza

### Fiatalkora
Édesapja, Hermann Heinrich Wilhelm Pauling gyógyszertárosként dolgozott, 1903 és 1909 között a család egyik városból a másikba vándorolt, végül Portlandban telepedtek le. Édesapja korai halála miatt az anyára maradt a gyerekek (Linus és két testvére) felnevelése.
Már gyermekként nagyon szeretett olvasni. Gimnáziumi iskolatársa hálószobájában berendezett kezdetleges kis kémiai laboratóriuma és az ott végrehajtott kísérletek ösztönözték Paulingot arra, hogy később kémikus legyen. Főiskolai tanulmányai során tovább kísérletezgetett egy üresen álló acélgyárból kölcsönzött felszerelésekkel és anyagokkal.

### Egyetemista évei

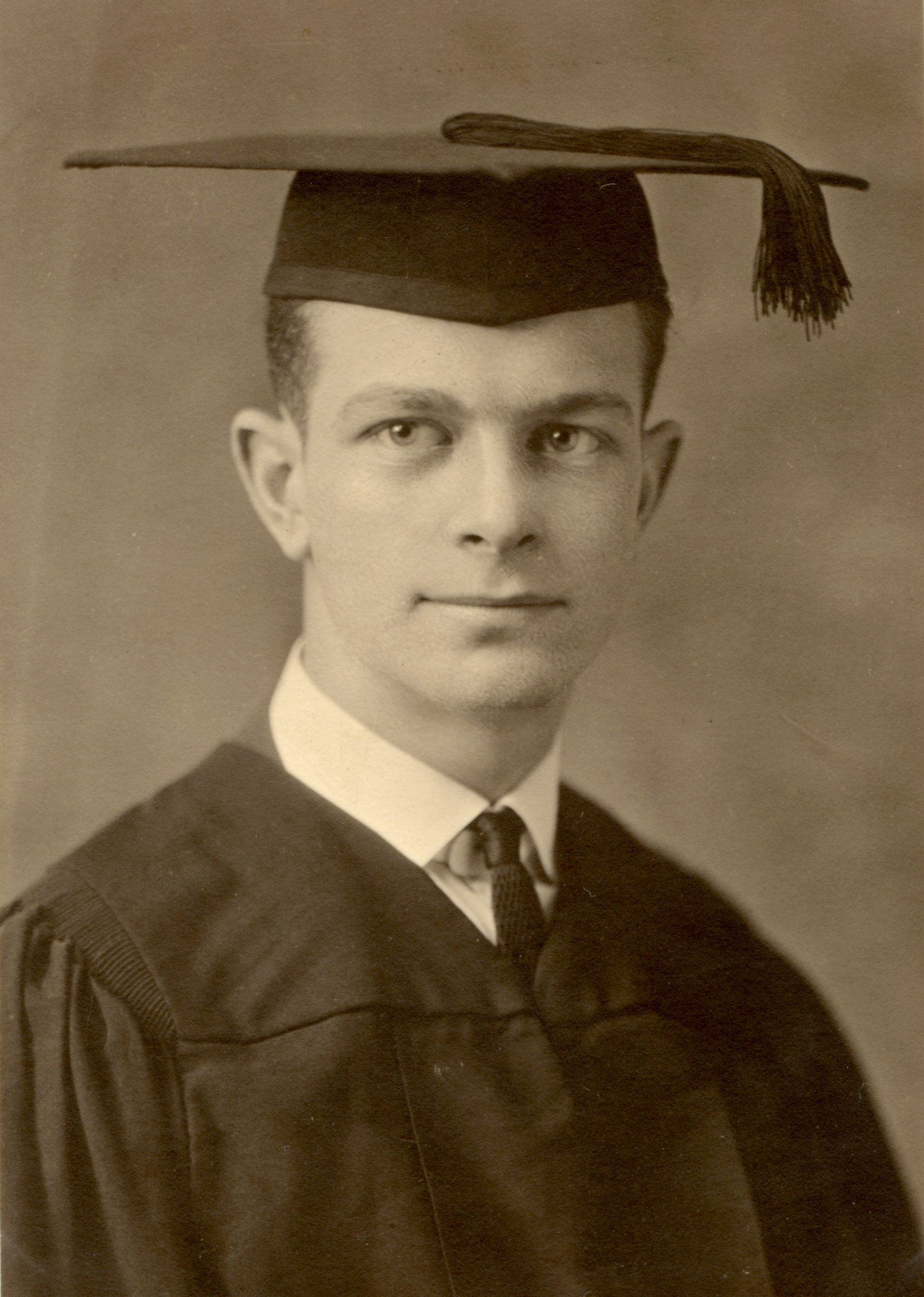
Linus Pauling, 1922

1917-ben Pauling beiratkozott az Oregoni Állami Mezőgazdasági Egyetem (ma Oregon State University, Corvallis) vegyészmérnöki szakára. Tanulmányai mellett dolgozott, hogy finanszírozni tudja az egyetemet. Az egyetem utolsó éveiben ismerkedett meg Gilbert Newton Lewis és Irving Langmuir munkájával, akik az atomok elektronszerkezetével és azok kémiai kötésével foglalkoztak. Kutatásait arra összpontosította, hogy tanulmányozza az összefüggéseket az anyag fizikai és kémiai tulajdonságai és azok atomszerkezete között.
1922-ben a Kaliforniai Műszaki Egyetemen (California Institute of Technology, Pasadena) folytatta tanulmányait, az egyetem demonstrátora lett. Egyetemi évei alatt hét tudományos írást jelentetett meg az ásványi anyagok kristályszerkezetéről, 1925-ben pedig doktori fokozatot (summa cum laude) szerzett fizikai kémiából.

### Tudományos karrierje
A Guggenheim-ösztöndíj segítségével 1926-ban Európába utazott, ahol két évig kutatásokat végzett nagyhírű tudósok laboratóriumában: Arnold Sommerfeldnél Münchenben, Niels Bohrnál Koppenhágában és Erwin Schrödingernél Zürichben. Az említett tudósok mind a kvantummechanika területén végeztek kutatásokat, akik támogatását és segítségét remélte az atomok és molekulák elektronszerkezetének szakterületén, miután végleg eldöntötte, hogy ez lesz kutatásainak súlypontja. Ezzel egyik megalapítója lett a kvantumkémiának.
1927-ben visszatért a kaliforniai egyetemre az elméleti kémia adjunktusaként (assistant professor), ahol tovább folytatta kvantummechanikai számításait és a kristályok röntgentanulmányozását; ebben az időben végzett munkáiról közel 50 cikket, illetve tanulmányt fogalmazott meg. 1929-ben docenssé (associate professor), majd 1930-ban egyetemi tanárrá (full professor) nevezték ki. Egyik tanítványával egy elektrondiffrakciós műszert épített, amellyel számos kémiai anyag molekuláris felépítését analizálta, majd ismét Európába utazott, hogy saját röntgendiffrakciós vizsgálódásaihoz további ismereteket szerezzen.
1931-ben Irving Langmuir-díjat kapott a tiszta tudományok területén végzett jelentős munkájáért.
1932-ben bevezette az elektronegativitás elméletét. A molekulák tulajdonságait alkalmazva – mint például a kémiai kötések felbontásához szükséges energia vagy a molekulák dipólusmomentuma – számértékkel látta el az elemeket, az értékeket pedig egy skálában, az elektronegativitás ábrázolására szolgáló Pauling-skálában rendszerezte, amivel meghatározható az atomok és a molekulák közötti kötés természete.

## Munkái

### A kémiai kötés elmélete

Hibrid pályák

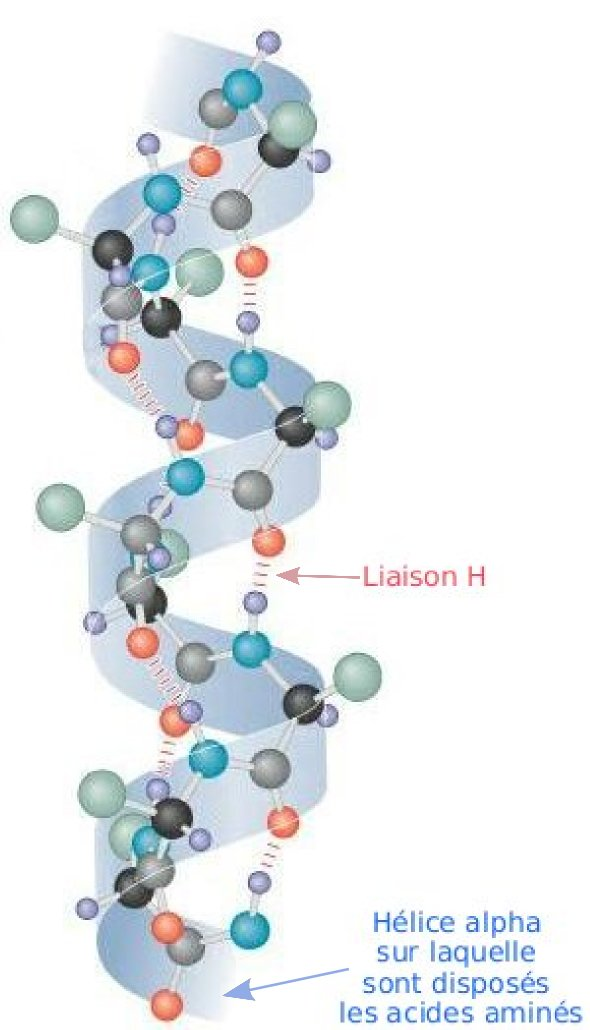
Alfa-hélix

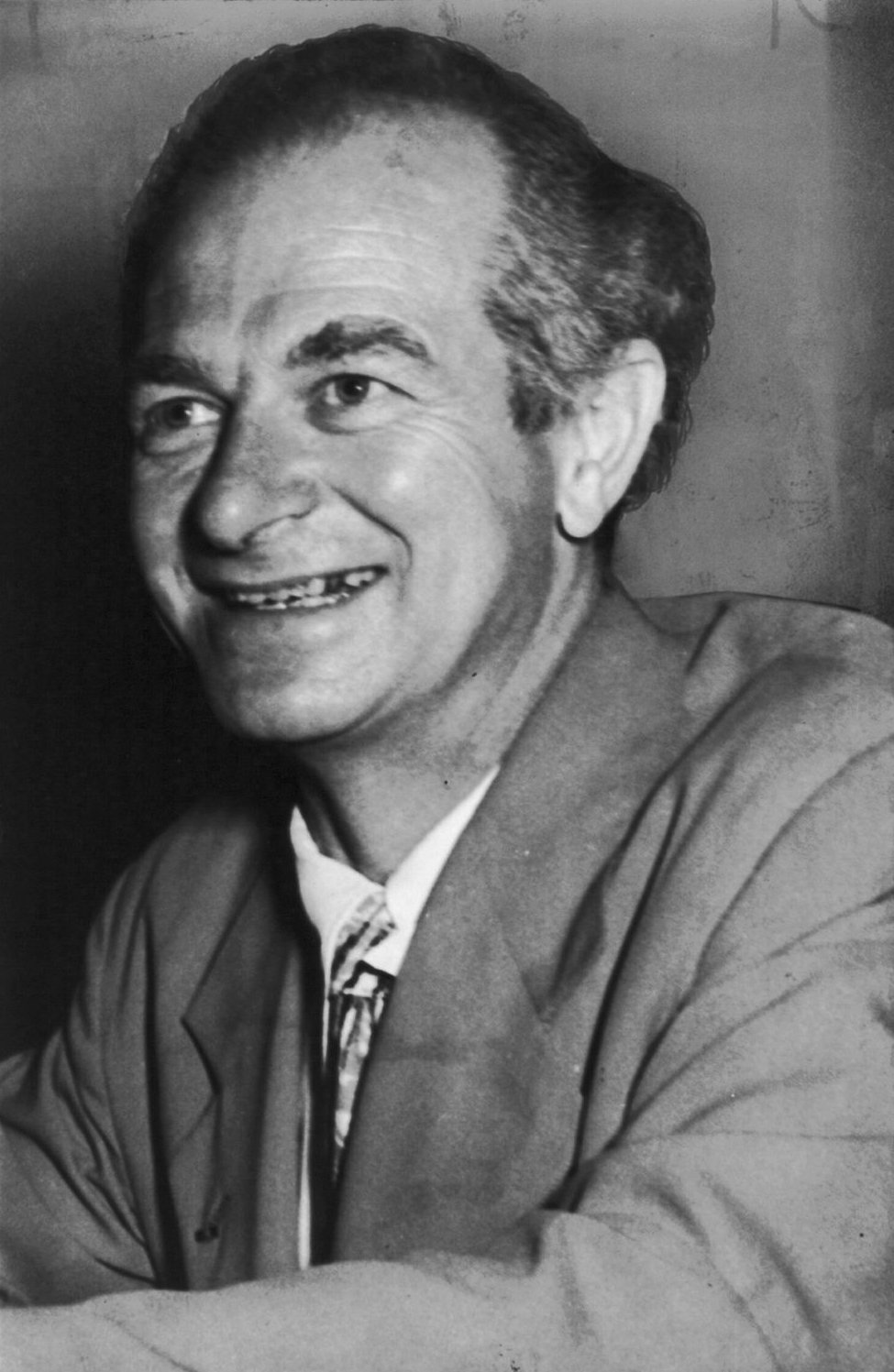
Linus Pauling

Pauling az 1930-as években kezdett tanulmányokat írni előadásai alapján a kémiai kötésekről, amiket először szakfolyóiratokban tett közzé, majd 1939-ben a The Nature of the Chemical Bond, and the Structure of Molecules and Crystals (A kémiai kötés elmélete, valamint a molekulák és kristályok szerkezete) című könyvében foglalt össze. A könyv a század egyik legjelentősebb tankönyvének bizonyult.
Saját korábbi munkájára építve kidolgozta a hibridorbitál elméletet, bevezette a hibrid pályák fogalmát: a kölcsönös taszítás miatt az elektronok kimozdulnak eredeti helyzetükből más pályákra. Pauling felismerte, hogy hibrid pályák alakulnak ki azoknak az ionoknak vagy ioncsoportoknak a koordinációs képződményeiben, amelyek adott geometriai elrendezésben vesznek körül egy központi iont; az elektronegativitás teóriájára építve kidolgozta az irányított (pozitív vagy negatív) vegyérték elméletét és a kovalens kötések részleges ionos jellegének elméletét. Pauling bevezette a rezonáns hibridek fogalmát arra az esetre, ha egy vegyület molekulái nem írhatók le egyértelműen egyetlen szerkezettel: eszerint a molekulaszerkezet két vagy több adott szerkezet közötti átmenetnek tekinthető.
A The Nature of the Chemical Bond című könyvében az aromás szénhidrogének, különösen a benzol jellegzetes kötésrendszerével foglalkozott.

### Molekuláris biológia
Az 1930-as években a kaliforniai egyetem egyre nagyobb hangsúlyt fektetett a biológiára, Pauling is egyre intenzívebben kezdett foglalkozni a molekuláris biológiával és olyan neves biológusokkal kezdett együtt dolgozni, mint Thomas Hunt Morgan, Theodosius Dobzhansky, Calvin Bridges és Alfred Sturtevant.
Az ezen a területen végzett első munkájának a témája, ahol a molekulaszerkezetről szerzett ismereteit alkalmazni tudta a hemoglobin szerkezete volt. Pauling kísérletekkel bizonyította, hogy a hemoglobin molekula vagyis a vért vörösre festő fehérje szerkezete megváltozik, ha egy oxigénatomot vesz fel vagy ad le. Ezen vizsgálódásai során döntötte el, hogy alapos tanulmányt készít a fehérjék általános szerkezetéről. Ismét visszatért a röntgendiffrakciós módszeréhez, de a fehérjemolekulák kevésbé voltak alkalmasak ehhez a technikához, mint a kristályos ásványi anyagok. A legjobb felvételeket ebben az időben a kristálytannal foglalkozó William Astbury készítette; Pauling szívesen részt vett volna Astbury kísérleteiben.
Az 1940-es évek végén Pauling az enzimreakciókkal is foglalkozott; a sarlósejtes vérszegénység tanulmányozása közben rájött arra, hogy a vörösvérsejtek csak a vénás vérben veszik fel a rendellenes sarló alakot, valamint kimutatta, hogy a sarlósejtes vérszegénység a hemoglobin egyetlen aminosavának megváltozására vezethető vissza, a sejtek deformációját a hemoglobin képződésével összefüggő genetikai károsodás okozza. Kimutatta, hogy az artériás vérben az oxigén gátolja meg a sarló alak létrejöttét.
Foglalkozott az immunreakciókban szereplő fehérjékkel, illetve az ellenanyagok szerkezetével is, 1940-ben Max Delbrückkel kidolgozta az antitest-antigén reakciók molekuláris komplementaritásának elméletét és 1942-ben részt vett az első szintetikus ellenanyag kifejlesztésében.
Pauling 1951-ben ért munkája csúcsára a biológiai nagymolekulák szerkezetének felderítésében az alfa-hélix felfedezésével. Pauling a hemoglobin szerkezetét egy olyan modell segítségével mutatta be, amelyben az atomok egy csavarvonalon vannak elrendezve és ezt a gondolatot általánosságban a fehérjékre is kivetítette. Erre a csavarvonal-szerkezetre vezethető vissza a kettős csavarvonal is, amit James D. Watson és Francis Crick a dezoxiribonukleinsav szerkezetének posztuláltak. Pauling is közel volt ehhez a szerkezethez; bár az ő feltételezett DNS-struktúrája nem volt teljesen helyes, feltételezhető, hogy ugyanarra az eredményre jutott volna, mint Watson és Crick.

### Az ortomolekuláris medicina megalapítása
Az ortomolekuláris medicina elmélete szerint az emberi szervezetben a vitaminok, ásványi anyagok és nyomelemek optimális koncentrációja szükséges ahhoz, hogy testi, szellemi és lelki téren jó közérzettel rendelkezzünk, vagyis, minden baj, betegség, fejlődési rendellenesség okát az ásványi anyagok és a vitaminok hiányában kell keresni.
Pauling 1966-ban magáévá tette Irwin Stone biokémikus gondolatát, aki egy nagy adag C-vitaminban gondolta megtalálni a megfázás ellenszerét. Pauling tovább ment: ő azt gondolta, hogy a C-vitamin megfelelő mennyiségben megakadályozza a rák kialakulását is. Ő maga naponta kb. 18 gramm C-vitamint juttatott a szervezetébe. Nézeteit a Vitamin C and the Common Cold (1970), a Cancer and Vitamin C (1979) és a How to Live Longer and Feel Better (1986) című könyveiben fejtette ki. Az orvostársadalom nagy része elutasította ezt a nézetet és áltudományos szélhámosságnak titulálták, egy kisebb csoport viszont meg van győződve róla, hogy Paulingnak igaza van és vannak olyan esetek, ahol természetes anyagok meg tudják akadályozni a testben kialakuló betegséget. Nyugdíjba vonulása után, 1974-ben megalapította az Institute of Orthomolecular Medicine-t Palo Altóban (ma Linus Pauling Institute of Science and Medicine), ahol a betegségmegelőzés problémájával, a vitamin és ásványi anyagok fogyasztásával foglalkozott.
Pauling aktívan részt vett a International Academy of Science (Tudományok Nemzetközi Akadémiája) intézmény megalakításában.

## Tiltakozás a nukleáris fegyverek ellen
A második világháború jelentősen megváltoztatta Pauling életét: korábban egyáltalán nem politizált, de a háború után békeharcos lett. 1946-ban tagja lett az Albert Einstein és Szilárd Leó vezette Emergency Committee of Atomic Scientists nevű csoportnak, amely céljául és feladatául tűzte ki a nyilvánosság felvilágosítását az atomfegyverek veszélyeiről. Pauling politikai tevékenysége miatt az Egyesült Államok külügyminisztériuma megtagadta a vízum kiállítását, amikor 1952-ben Londonba hívták egy tudományos konferenciára. Előadásának témája a proteinek csavarvonala (hélix), illetve annak szerkezete lett volna. Talán ha részt vehetett volna ezen a konferencián, akkor hamarabb kiderült volna a DNS igazi szerkezete. Útlevelét az 1954. évi Nobel–díj-átadásra kapta meg.
Pauling nézeteit a nukleáris fegyverek kipróbálásával járó sugárzási veszélyekről a No More War! (Soha többé háborút!) című könyvében (1958) fejtette ki.
1957-ben Barry Commoner biológussal petíció hadjáratot indított. Észak-Amerikában élő gyerekek tejfogaiban vizsgálta a radioaktív stroncium-90 eloszlását, és arra a következtetésre jutott, hogy a légköri nukleáris kísérletek károsak az egészségre a radioaktív csapadék (fallout) miatt. 1958-ban Pauling és felesége 11 000 tudós által aláírt petíciót adott át az amerikai kormánynak az ENSZ nevében, amelyben az atomrobbantások befejezését követelték. A nyilvánosság nyomásának engedve 1963-ban John Fitzgerald Kennedy és Nyikita Szergejevics Hruscsov moratóriumot írt alá a nukleáris kísérletek tilalmáról. Azon a napon, amikor életbe lépett az atomcsendegyezmény, a Nobel-díj-bizottság Paulingot Nobel-békedíjjal tüntette ki. A díj adományozása politikai vihart kavart, a „kriptokommunistának” tartott Pauling kitüntetésekor az amerikai kormány tiltakozott.

## Pauling jegyzőkönyvei
Pauling születésének 101. évfordulóján, 2002. február 28-án került fel a tudós negyvenhat kötetnyi laboratóriumi jegyzőkönyve teljes terjedelmében a világhálóra. A jegyzetek 1922 és 1994 között készültek. A 7680 oldal Pauling sok számítását, kísérleti adatát, következtetését, elképzelését, kutatási tervét tartalmazza. A digitalizált gyűjtemény az Oregoni Állami Egyetem könyvtár tulajdonában van.

## Írásai
- The Nature of the Chemical Bond
- Introduction to Quantum Mechanics with Applications to Chemistry (Pauling és Wilson)
- Vitamin C, the Common Cold and the Flu
- Cancer and Vitamin C: A Discussion of the Nature, Causes, Prevention, and Treatment of Cancer With Special Reference to the Value of Vitamin C (Cameron E. és Pauling, L.)
- How to Live Longer and Feel Better
- Linus Pauling On Peace – A Scientist Speaks Out on Humanism and World Survival
- General Chemistry
- A Lifelong Quest for Peace with Daisaku Ikeda
- The Architecture of Molecules
- No More War!